# Madame P... e le sue ragazze
Madame P... e le sue ragazze (A House Is Not a Home) è un film del 1964 diretto da Russell Rouse.

## Trama
Il film, tratto dal romanzo semi autobiografico di Polly Adler, narra le vicende di una ragazza sedotta da un malvivente che viene allontanata dalla famiglia a causa dello scandalo che ha procurato. Rimasta senza casa e lavoro, non le resta che affidarsi al suo seduttore, Frank Costigan, che la fa diventare una delle sue "protette" e tale rimane negli anni fino a diventare la tenutaria di una casa d'appuntamenti per uomini ricchi. Nella sua vita un giorno entra un affermato musicista che le offre di sposarlo, nonostante l'esistenza che lei ha condotto fino a quel momento, ma Polly - non sentendosi degna - lo allontana definitivamente da lei.